# Consommation de carburant des véhicules automobiles
La consommation de carburant d’une automobile est le volume de carburant utilisé lors d'un trajet rapporté à la distance parcourue. L’unité utilisée pour la consommation de carburant est le « litre pour cent kilomètres » (noté l/100 km). En Europe, la consommation de carburant fait partie des données nécessaires pour l'homologation des véhicules automobiles.
La réduction de consommation des véhicules automobiles constitue un enjeu important pour la société par ses effets sur le réchauffement climatique, la qualité de l'air et les économies des pays sous forte dépendance énergétique. En effet, la combustion de carburants fossiles dans les moteurs à explosion produit du dioxyde de carbone (CO2), dont la diffusion dans l’atmosphère participe à l’effet de serre et au réchauffement climatique. Un litre de carburant produit lors de sa combustion environ 2,4 kg de CO2, valeur qui dépend du type de carburant (essence, gazole, gaz naturel, etc.) et de sa densité.
En Europe, la consommation de carburant homologuée et publiée par les constructeurs est mesurée en laboratoire selon un protocole réglementé qui utilise un profil de vitesse simplifié (NEDC, Nouveau cycle européen de conduite). Depuis 2019, la procédure d'essai mondiale harmonisée pour les voitures particulières et véhicules utilitaires légers (en anglais Worldwide harmonized Light vehicles Test Procedures, ou WLTP) remplace le test NEDC, qui permet de mesurer la consommation de carburant avec davantage de réalisme, l'autonomie électrique et les rejets de CO2 et de polluants.
Ainsi, les réglementations qui encadrent la consommation de carburant fixent des objectifs (en grammes de CO2 par kilomètre) indépendamment du type de carburant.
Ces réglementations visent à réduire progressivement l'impact environnemental du parc automobile :
- par des pénalités pour les constructeurs qui ne respecteraient pas les seuils d’émission moyenne des véhicules vendus sur un territoire durant une année civile (Réglementation européenne CAFE) ;
- par des incitations fiscales de différentes natures décidées par les états pour favoriser l’achat et l'usage de véhicules à faible consommation.

## Approche énergétique
De façon générale, l’énergie chimique disponible dans le carburant est transformée par le moteur thermique en énergie mécanique, transmise aux roues pour propulser le véhicule, et en chaleur. L'énergie mécanique représente, au mieux, moins de 45 %, le reste, soit plus de 55 %, est de l'énergie thermique perdue dans l'atmosphère. Une partie de cette chaleur de récupération peut être utilisée par des dispositifs auxiliaires, qui fournissent de l’énergie pour d'autres fonctions (chauffage, turbocompresseur, pot catalytique).
La quantité d'énergie chimique consommée (ou le volume de carburant) dépend donc de l'énergie nécessaire pour déplacer le véhicule et du rendement du moteur thermique (rapport entre l'énergie mécanique produite et l'énergie chimique consommée).

### Équation d’équilibre d’une automobile en mouvement
Un véhicule automobile en mouvement selon un profil de vitesse donné est soumis à chaque instant à un système de forces égales et opposées appliquées aux roues : la force de traction produite par le moteur à travers la chaîne cinématique et la résistance à l'avancement totale Rt.
La résistance à l'avancement Rt est la somme des résistances à l'avancement : Rt = Rroul + Rair + Rα + Ri
Rroul = μroul Pvehcos(α) (résistance au roulement)
avec μroul : coefficient de roulement, Pveh : poids du véhicule, α : angle de pente
Rair = 1/2 ρair Sfveh Cx V2flux (résistance aérodynamique)
avec ρair = masse volumique de l'air, Sfveh = surface frontale du véhicule, Cx = coefficient de traînée, Vflux = vitesse véhicule +/− vitesse du vent
Rα = Pveh sin α (résistance à la pente)
avec Pveh : poids du véhicule, α : angle de pente
Ri = (mveh + mce) γveh (force d'inertie liée à l'accélération)
avec mveh = masse du véhicule, mce = inertie de translation équivalente des parties tournantes du moteur, de la chaîne cinématique et des roues.
Pour suivre un profil de route avec une consigne de vitesse donnée, le moteur doit produire à chaque instant une force aux roues égale et opposée à la résistance totale Rt. La puissance instantanée du moteur P est alors égale à Rt V.
| Le graphique qui aurait dû être présenté ici ne peut pas être affiché car il utilise l'ancienne extension Graph, désactivée pour des questions de sécurité. Des indications pour créer un nouveau graphique avec la nouvelle extension Chart sont disponibles ici . | Le graphique qui aurait dû être présenté ici ne peut pas être affiché car il utilise l'ancienne extension Graph, désactivée pour des questions de sécurité. Des indications pour créer un nouveau graphique avec la nouvelle extension Chart sont disponibles ici . |
| BVM: boite vitesses manuelle; TDI: Turbo diesel injection; ch: chevaux | |
| Sources: - Clio: calculconsommationessence. - Berline et Minivan: conduiteeconomique | |

### Efficacité énergétique du moteur

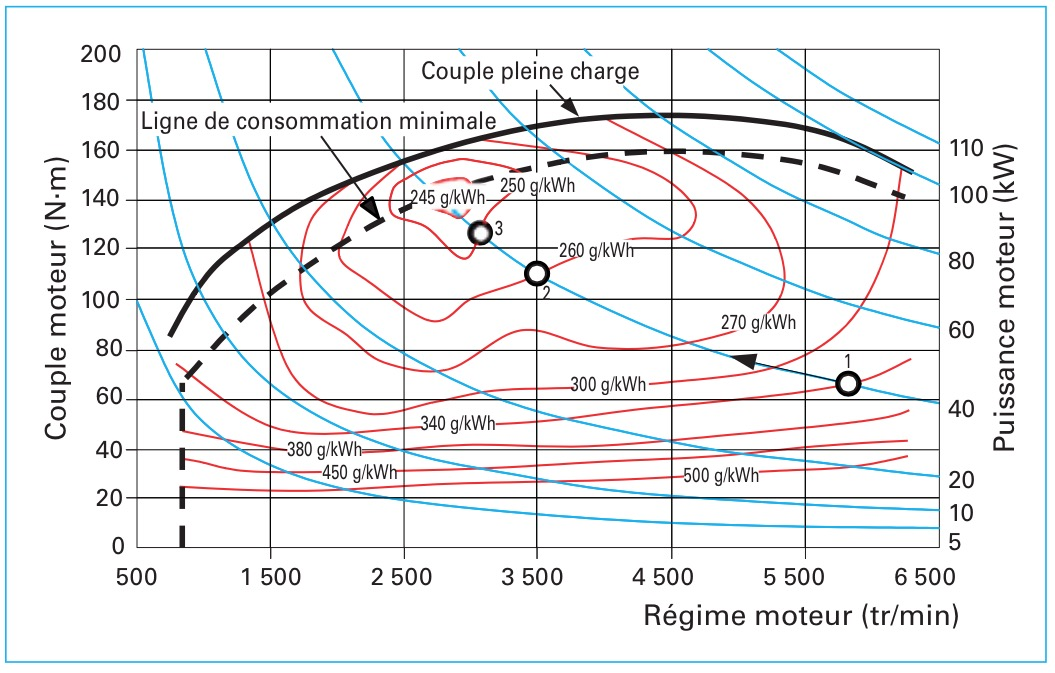
Cartographie d'un moteur indiquant la consommation spécifique en fonction du couple (N m) et de la vitesse de rotation (tr/min).

La consommation d'un moteur thermique varie avec la vitesse de rotation (régime en tours par minute, tr/min) et la charge (couple produit sur l'arbre moteur, exprimé en newton mètre, N m).
Pour analyser la consommation de carburant d'un moteur, il est pratique d'utiliser un diagramme du type joint qui indique la consommation spécifique (grammes de carburant par kilowatt-heure) pour chaque couple (N m) et vitesse de rotation (tr/min). On observe sur un tel graphique appelé « cartographie moteur » qu'il existe plusieurs combinaisons possibles de couple et vitesse de rotation pour produire une même puissance (par exemple points de fonctionnement 1,2 et 3 du graphique joint).
L'efficacité énergétique du moteur pour un point de fonctionnement donné est le rapport entre l'énergie mécanique produite pendant un temps dt et l'énergie chimique consommée sur cette durée (43,8 MJ/kg pour l'essence).
η = Pm x dt / (Pm x Cse/3600 x Dcarb x dt) = 1 / (Cse/3600 x Dcarb)
avec Pm : Puissance moteur, Cse : Consommation spécifique (en g/kWh ou g/3600 kJ), Dcarb : densité énergétique du carburant (en MJ/kg ou kJ/g).
Sur le graphique joint, le point de fonctionnement 3 correspond à une efficacité énergétique de 33 % proche de la ligne de consommation minimale du moteur. À l'inverse, l'efficacité énergétique du point de fonctionnement 1 n'est que de 24 % et dans les zones de faible charge, elle est inférieure à 20 %.
Sur un cycle de type NEDC, l'efficacité énergétique correspondant à la moyenne des points de fonctionnement. Pour un moteur essence atmosphérique, elle est de l'ordre de 20 %, ce qui signifie que 80 % environ de l'énergie disponible dans le carburant est rejetée dans l'atmosphère sous forme de chaleur à travers l'échappement et le circuit de refroidissement du moteur.

### Diagramme énergétique
Il est pratique de présenter sur un même diagramme l'énergie nécessaire pour déplacer un véhicule sur un trajet donné (ordonnée) en fonction de la consommation de carburant ou des émissions de CO2 réalisées sur ce même trajet (abscisse). Cette représentation nommée « diagramme énergétique » permet de tracer des droites d'iso-efficacité énergétique qui correspondent aux différentes techniques de moteurs et ainsi d'estimer pour une catégorie de véhicule donnée les émissions de CO2 sur le trajet. L'exemple joint montre que pour atteindre le seuil de 50 g de CO2 par kilomètre (soit environ 2 l/100 km) sur cycle Nouveau cycle européen de conduite avec un véhicule urbain (catégorie B), il faut utiliser un moteur hybride plug-in ou alors réaliser sur ce véhicule un allègement considérable.

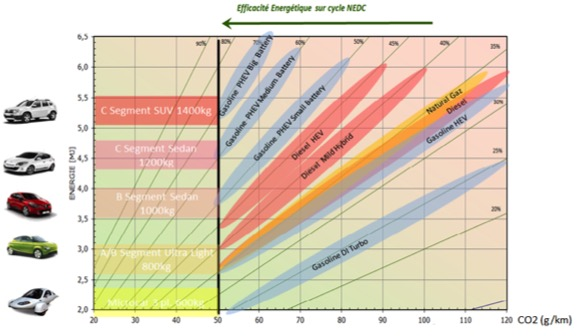
Diagramme énergétique pour estimer les émissions de d'un véhicule automobile.

Le tableau ci-dessous donne les ordres de grandeur des gains à réaliser sur les principaux inducteurs de la voiture pour gagner 1 gCO2/km.
| Grandeur physique                                | Gain de CO2 (cycle NEDC) |
| ------------------------------------------------ | ------------------------ |
| Efficacité énergétique du groupe moto-propulseur | ŋ +1 % ⇒ CO2 −1 %        |
| Masse (reconception avec effets induits)         | 100 kg = 10 g/km         |
| Résistance au roulement                          | 6 N = 1 g/km             |
| Consommation électrique                          | 50 W = 1 g/km            |
| Aérodynamique                                    | 0,03 m2 SCx = 1 g/km     |

## Procédures et réglementations

### Histoire
La préoccupation de réduction de la consommation a d’abord été dictée par l’envolée du coût des carburants lors des grands Chocs pétroliers des années 1970. Le principal impact sur le marché automobile a été le retour à des véhicules plus compacts et moins lourds. Dans cette période, les constructeurs ont mené des recherches pour réduire la consommation et ont présenté des prototypes pouvant atteindre jusqu'à 2 l/100 km avec des techniques conventionnelles, sans hybridation ni électrification (Renault VESTA 2 de 1987 : 1,94 l/100 km). Ces travaux n’ont eu malheureusement que peu d'impact sur les véhicules de série qui ont continué de s'alourdir pour satisfaire les normes de sécurité et assurer plus de performance et de confort pour les usagers. La préoccupation de réduction de consommation est réapparue dans les années 2000 avec la mise en place de réglementations CAFE dans certains pays, puis la mise en place par les États de fiscalités discriminantes pour les véhicules à forte consommation. Sont apparues alors des techniques qui visaient prioritairement à améliorer l’efficacité énergétique du moteur : hybridation par Toyota Hybrid Synergy Drive (1997), puis électrification par Nissan et Renault (2010).
C'est aussi dans cette même période que les motorisations Diesel qui émettent de l'ordre de 15 % de CO2 en moins que les moteurs essence ont pris le pas en Europe. En Europe de l'Ouest, la part du Diesel dans les véhicules nouvellement immatriculés est passée de 13,8 % à 53,3 % entre 1990 et 2013.
Les premiers cycles de mesure de la consommation ont été élaborés en 1962 par l'organisme français UTAC à partir de cycle urbain (Urban Driving Cycle). Ce cycle a ensuite évolué vers le cycle Nouveau cycle européen de conduite (NEDC) encore en vigueur début 2015.
Mais c'est aux États-Unis que fut instaurée la première législation CARB (California Air Resources Board) en 1968, avec pour objectif premier de mesurer la pollution plutôt que la consommation en raison de la dégradation de la qualité de l'air dans plusieurs villes de l'État de Californie.

### Procédure de mesure de la consommation de carburant
En Europe, la consommation de carburant d'une automobile est donnée par le constructeur en faisant référence au cycle WLTP. Ce cycle vient en remplacement du cycle NDEC de 2017, avec une mise en application retardée à 2020, dans le cadre de la norme Euro 6,, conçu pour être le plus proche possible des conditions d'utilisation réelles.

### Réglementation européenne
La réglementation européenne fixe des limites aux constructeurs pour les émissions moyennes des véhicules neufs vendus dans l'année sur le périmètre des 27 pays de l'UE.
Pour les véhicules particuliers de catégorie M1, ces limites sont fixées à 130 gCO2/km en 2015 puis 95 gCO2/km en 2020.

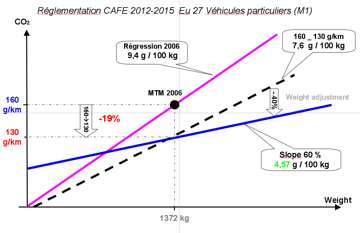
Réglementation CAFE Europe 2015.

Les seuils sont définis selon un paramètre d'utilité qui est la masse moyenne des véhicules pour chaque constructeur. Le seuil de 130 gCO2/km en 2015 est donné pour une masse 1 372 kg qui correspond à la moyenne de la flotte européenne en 2006, mais les seuils varient pour chaque constructeur en fonction de la masse moyenne de la flotte de véhicules avec une pente de 4,57 gCO2/kg pour 100 kg. Cette pente est inférieure à la pente « naturelle » que l'on obtiendrait avec de véhicules utilisant les mêmes techniques. Ainsi, la réglementation est plus exigeante pour les constructeurs qui commercialisent les véhicules les plus lourds et réciproquement.
Par ailleurs, des conditions particulières sont mises en œuvre dans la réglementation pour inciter à la diffusion de dispositifs innovants (éco-innovations qui produisent des gains de consommation en dehors du cycle normalisé) ou de véhicules à faibles émissions de CO2 (supercrédits pour les véhicules électriques).
Cette réglementation est très incitative pour les constructeurs et la plupart d'entre eux sont en ligne pour satisfaire le seuil réglementaire de 130 gCO2/km en 2015. La prochaine étape, en 2020, imposera un seuil réglementaire de 95 gCO2/km, qui sera beaucoup plus difficile à atteindre.

### Fiscalité française
La France applique une fiscalité de type bonus-malus à l'achat du véhicule basée sur les émissions de CO2 normalisées.
En 2015, les seuils sont les suivants :
Le bonus ne s'applique que sur les véhicules neufs ayant fait l'objet d'une réception communautaire et n'ayant jamais été immatriculés en France ou tout autre pays de l'Union européenne.
| Taux d’émission de CO2 (en grammes par kilomètre) | Montant du bonus au 1er janvier 2015                   |
| ------------------------------------------------- | ------------------------------------------------------ |
| 0 à 20 g                                          | 6 300 € (dans la limite de 27 % du coût d’acquisition) |
| 21 à 60 g                                         | 4 000 € (dans la limite de 20 % du coût d’acquisition) |

Le malus s'applique sur tous les véhicules neufs et d'occasion lors de leur première immatriculation en France. Pour les véhicules d'occasion (achetés à l’étranger) un abattement de 10 % par année de circulation est appliqué.
| Taux de CO2/km     | Montant du malus |
| ------------------ | ---------------- |
| Entre 131 et 135 g | 150 €            |
| Entre 136 et 140 g | 250 €            |
| Entre 141 et 145 g | 500 €            |
| Entre 146 et 150 g | 900 €            |
| Entre 151 et 155 g | 1 600 €          |
| Entre 156 et 175 g | 2 200 €          |
| Entre 176 et 180 g | 3 000 €          |
| Entre 181 et 185 g | 3 600 €          |
| Entre 186 et 190 g | 4 000 €          |
| Entre 191 et 200 g | 6 500 €          |
| À partir de 201 g  | 8 000 €          |

### Du puits à la roue
Les émissions de CO2 réglementées sont les émissions en usage « du réservoir à la roue » (« tank to wheel » en anglais), qui correspondent à la combustion du carburant dans le moteur. Pour comparer le bilan carbone des différentes énergies utilisées pour la propulsion des véhicules, on utilise la notion d'émissions de CO2 « du puits à la roue » (« well to wheel » en anglais). Pour ce faire, on évalue les émissions de CO2 produites lors des différentes étapes d'extraction, de transformation et de transport du carburant jusqu'à la pompe.
Ainsi, les émissions de CO2 d'un véhicule électrique, qui sont nulles en usage, varient considérablement en fonction du mode de production de l'électricité et le mix énergétique des pays. C'est aussi en utilisant cette notion « du puits à la roue » que l'on peut justifier de l'intérêt de certains biocarburants, pour laquelle la partie « du puits au réservoir » est négative car on considère que la croissance du végétal dont ils sont issus se réalise par captation du CO2 dans l'atmosphère lors de la réaction de photosynthèse.

## Données du marché

### Déchiffrer les valeurs officielles
Les résultats d'essais de consommation sur le profil NEDC sont rapportés dans les deux unités (l/100 km) et émissions de CO2 (g/km) pour trois profils de vitesse :
- cycle urbain de 800 s comprenant quatre motifs répétés d'accélération jusqu'à 15 km/h, 30 km/h et 50 km/h ;
- cycle extra urbain de 400 s comprenant plusieurs paliers de vitesse jusqu'à 120 km/h ;
- cycle complet donnant des valeurs pondérées. En général, ce sont ces valeurs qui sont communiquées par les constructeurs et qui servent de référence pour les réglementations et la fiscalité.

L'exemple ci-dessous montre l'intérêt d'analyser l'ensemble des résultats pour faire un choix pertinent par rapport aux usages.
| Modèle                    | Puissance (ch) | Urbain (L/100 km) | Extra urbain (L/100 km) | Mixte (L/100 km) | Mixte CO2 (g/km) |
| ------------------------- | -------------- | ----------------- | ----------------------- | ---------------- | ---------------- |
| Citroen C3 Diesel         | 100            | 3,6               | 2,7                     | 3,0              | 79               |
| Toyota Yaris Hybride Ess. | 100            | 3,1               | 3,3                     | 3,3              | 75               |

Ainsi, pour une utilisation essentiellement urbaine, un véhicule hybride qui tire avantage de sa capacité à récupérer l'énergie lors des décélérations pour la restituer en accélération est plus performant lorsqu'il y a beaucoup d'arrêts et de variations de vitesse, à l'inverse un véhicule diesel est plus efficace pour un usage routier car il bénéficie d'une meilleure efficacité énergétique que le moteur essence du véhicule hybride dans ces conditions d'utilisation.

### Relation entre consommation de carburant et émission deCO2
Le tableau ci-dessous donne quelques caractéristiques pour les carburants automobiles usuels.
| Type de carburant | Densité (kg/l) | Densité énergétique spécifique (MJ/kg) | CO2 produit par combustion (kg/l) | CO2 produit par combustion pour une consommation de 1 L/100 km (g/km) |
| ----------------- | -------------- | -------------------------------------- | --------------------------------- | --------------------------------------------------------------------- |
| Essence           | 0,755          | 43,8                                   | 2,365                             | 23,65                                                                 |
| Diesel            | 0,845          | 42,5                                   | 2,645                             | 26,45                                                                 |

### Les véhicules les plus sobres

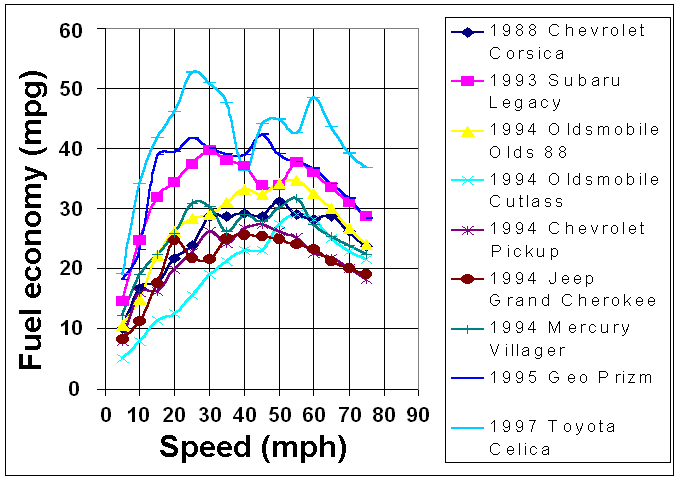
Caractéristiques en fonction de la vitesse pour différents modèles des États-Unis. Axe horizontal: vitesse du véhicule en miles par heure (60 mph ~ 100 km/h); axe vertical efficacité de la consommation en miles par gallon (1 gallon US ~ 3,8 litres): l'efficacité est maximale pour les vitesses moyennes, et chute aux extrêmes.

En France, l'ADEME s'appuyait sur la consommation théorique (cycle NEDC) désormais (cycle WLTP) pour réaliser un classement des voitures selon les grammes de CO2 par kilomètre émis par les voitures.

### Consommation réelle contre consommation homologuée

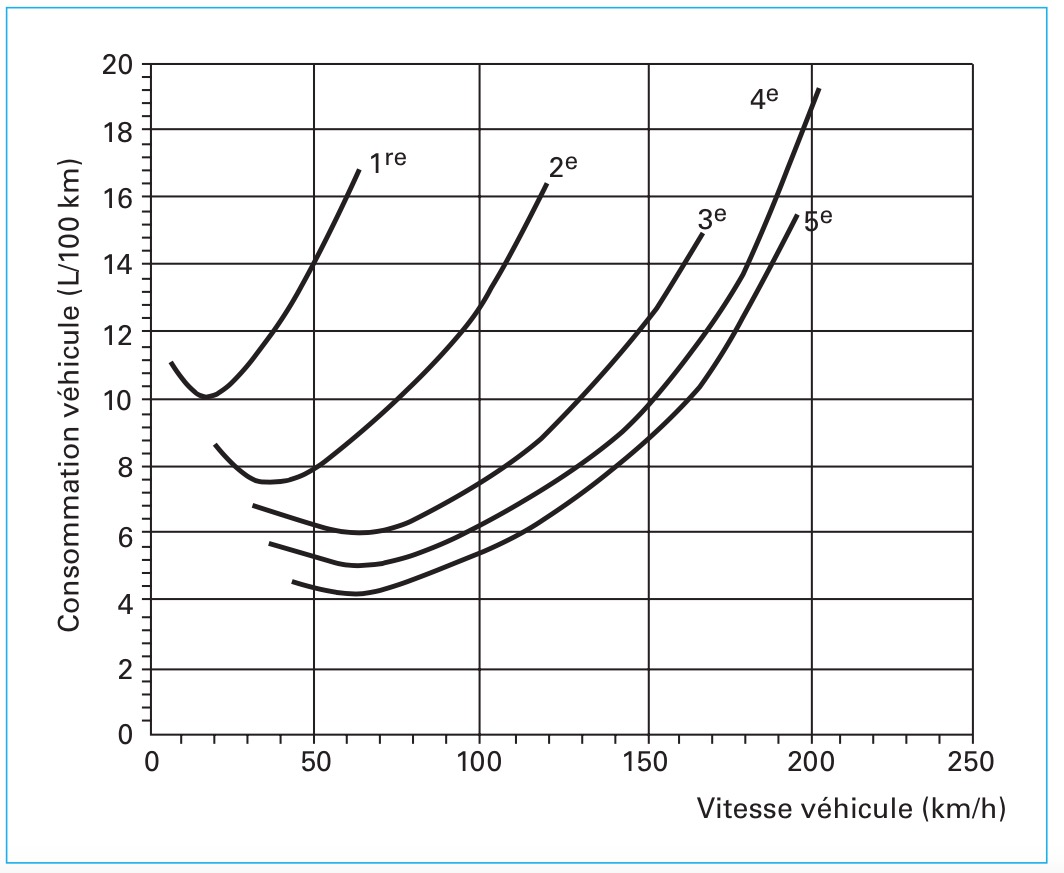
Exemple de consommation de carburant (l/100 km) en fonction de la vitesse du véhicule (km/h) avec différents rapports de boite de vitesses.

Il est courant pour les usagers de constater un écart important entre la consommation réelle observée et la consommation homologuée (de l'ordre de 25 % supérieure aux valeurs homologuées). Ces écarts peuvent s’expliquer de plusieurs façons :
- les conditions d’usage sont très différentes des conditions d’homologation, par exemple dans les cas suivants :
  - trajets très courts ou pourcentage d'autoroute important,
  - véhicules très chargés ou transport d'objets sur une galerie,
  - pneumatiques sous gonflés,
  - temps froid avec courts trajets et usage dégivrage ou chaud avec usage de la climatisation,
  - Aménagements imposant des décélérations et des accélérations fréquentes comme des ralentisseurs, des feux tricolores non synchronisés et des ronds-points, lors des accélérations le moteur est fortement sollicité avec une consommation qui s'envole.
  - conduite nerveuse avec accélération et freinages brutaux ou régimes inadaptés liés à un mauvais choix de rapport de boite (boite manuelle) ;
- les constructeurs utilisent leur expertise pour exploiter les tolérances de la procédure d’essai afin de minimiser la consommation homologuée. Cette pratique s’est développée depuis la mise en place de réglementations fiscales dans certains pays avec des seuils très discriminants qui ont des impacts commerciaux considérables.

Il est possible pour un usager de réaliser une consommation proche de la valeur homologuée sous certaines conditions d'usage mais surtout s'il pratique une conduite adaptée (écoconduite).
Le tableau ci-contre montre l'importance du rapport de boite de vitesses sur la consommation.

## Réduire la consommation de carburant

### Comportements et techniques visant à réduire la consommation
- Réduction du besoin énergétique
- Amélioration de l’efficacité énergétique
- Conduite à faible impact écologique (écoconduite).

### Autres voies
Puisque la finalité est de réduire la contribution des transports aux émissions globales de CO2 sur la planète, il est plus pertinent de raisonner en émission de CO2 par personne et par kilomètre. Des études sont menées pour évaluer cet indicateur pour différents moyens de transport. Pour l'automobile, cet indicateur est très influencé par le kilométrage annuel et le nombre de passagers. Les coûts d'usage (dont prix du carburant) et les conditions de circulation dans les zones urbaines de forte densité incitent les automobilistes à de nouvelles pratiques.
- Covoiturage
- Mobilités alternatives (transport en commun, vélo, marche à pied...)
- Télétravail

## Le projet «2 L/100» de la Nouvelle France industrielle
Le projet « 2 L/100 » fait partie du programme des Investissements d'avenir lancés par l'État français. Il a été lancé en juin 2013 avec l'objectif de fédérer les acteurs de la filière française automobile (constructeurs, équipementiers, académiques) autour d'un objectif commun qui consiste à développer ensemble les techniques du futur et mettre en place de nouvelles filières industrielles.

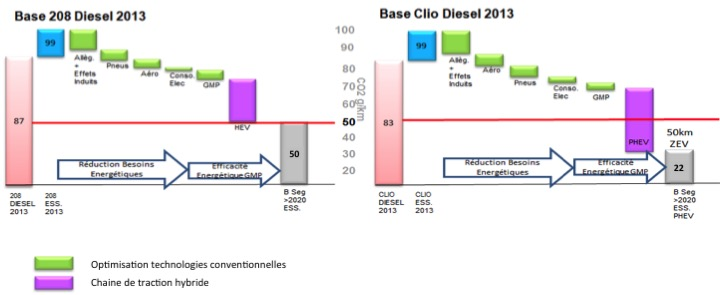
Feuille de route pour 2 l/100 km : contribution des différentes techniques.

Si l'objectif parait peu ambitieux dans la mesure où Volkswagen a commercialisé 150 exemplaires en 2014 de son véhicule XL1 annoncé à 0,9 l/100 km, la spécificité du programme français, selon les constructeurs, est de développer des techniques abordables (à un prix identique à une version Diesel) avec les mêmes conditions de confort et d'habilité qu'un véhicule du segment inférieur actuel (Clio ou 208).
Dans ce programme, toutes les pistes de réduction de la consommation sont explorées et les techniques permettant d'atteindre le seuil de 2 l/100 sont mises en œuvre sur des démonstrateurs présentés au Mondial de l'automobile 2014 à Paris (Peugeot 208 et C4 Cactus avec la techniqie Hybrid Air et Renault EOLAB avec la technique Hybride rechargeable).
Le graphique ci-contre donne une idée des améliorations apportées par les différentes techniques pour passer de « l'état de l'art » en 2013 au niveau visé en 2020.

## Note sur les unités
Le L/100 km est l'unité courante en Europe de mesure de la consommation. D'autres unités sont utilisées dans le monde, notamment dans les pays anglo-saxons qui n'utilisent pas le Système international d'unités.
| L/100 km → km/L                  | 100 / (L/100 km) = km/L    |
| miles per US gallon → L/100 km   | 235 / mpgUS = L/100 km     |
| miles per Imp. gallon → L/100 km | 282 / mpgImp. = L/100 km   |
| L/100 km → miles per US gallon   | 235 / (L/100 km) = mpgUS   |
| L/100 km → miles per Imp. gallon | 282 / (L/100 km) = mpgImp. |